# Estación Ciruelos
Ciruelos es una estación ferroviaria ubicada en la comuna chilena de Mariquina, en la región de los Ríos, que es parte del longitudinal Sur, en el km 798,7. Su inauguración fue en c. 1907. Durante la primera mitad del siglo XX tuvo un fuerte impacto en el desarrollo económico local debido a que fue cabecera de un ramal privado que conectaba con el ramal Puile-Ciruelos; sin embargo, luego del cierre de la mina la estación cayó en desuso. Actualmente solo hay algunas partes de infraestructura aun en pie.

## Historia
La estación de Ciruelos fue construida dentro de los intereses de Chile de unir a la estación Victoria con la estación de Osorno. El tramo en particular construido que correspondió entre la estación Pitrufquén y la estación Antilhue fue originalmente diseñado en 1888, pero debido al fracaso de la compañía que estaba por construir el ferrocarril, no es sino hasta 1899 que la Dirección de Obras Públicas del Estado asigna la construcción de esta sección al ingeniero Eugenio Bobilier. La línea fue entregada en 1905, pero debido a retrasos causados por los desafíos del territorio, la línea férrea fue inaugurada el 11 de marzo de 1907.
El edificio de la estación Ciruelos fue construida por la «Comunidad Carbonífera Arrau», parte de las Minas Arrau, propiedad del empresario Maximiliano Arrau Ojeda, con un costo de más de 80 000 pesos para la época que fueron cobrados a la Empresa de los Ferrocarriles del Estado al ser una estación de interés por su valor para la industria de la explotación minera. La actividad de transporte de carga de carbón y oro procedente desde la mina hicieron que la estación y su entorno se volvieran de gran flujo social durante la primera mitad del siglo XX.
A 2012 el edificio de la estación y su bodega ya no existían, solo estaban visibles sus cimientos; solo queda en pie la casa del guardavías, ocupada por el hijo, un caballo de agua y un cartel de cruce. De acuerdo a levantamiento de información en el terreno, hasta 2015 no existe un interés local en la recuperación del patrimonio arquitectónico o ferroviario.

### Ramal Puile-Ciruelos
Con la construcción de la estación por parte de la minera de carbón, se construyó además un ramal privado que conectaba a la mina de Puile (actualmente en la localidad de San José de Mariquina) hasta la estación Ciruelos. El ramal tenía 13 kilómetros de extensión.